# Neottieae
Neottieae – plemię roślin z rodziny storczykowatych (Orchidaceae). Obejmuje 7 rodzajów i 2 hybrydy występujące w Ameryce Północnej, Środkowej i Południowej, Europie, Afryce, Azji, Oceanii.

## Systematyka
Plemię sklasyfikowane do podrodziny epidendronowych (Epidendroideae) w rodzinie storczykowatych (Orchidaceae), rząd szparagowce (Asparagales) w obrębie roślin jednoliściennych.
Wykaz rodzajów
- Aphyllorchis Blume
- Cephalanthera Rich.
- Cymboglossum (J.J.Sm.) Rauschert
- Epipactis Zinn
- Greenwoodiella Salazar, Hern.-López & J.Sharma
- Limodorum Boehm.
- Neottia Guett.
- Palmorchis Barb.Rodr.

Wykaz hybryd
- × Cephalopactis Asch. & Graebn.
- × Cephalorchis F.M.Vázquez